# 实达英达
實達英達是一個位於马来西亚柔佛州新山市的鎮區，人口約35,000人。

## 歷史
實達英達於2001年1月動工，是實達集團在柔佛州的第二個永久業權開發項目，佔地888英畝，總發展價值為18億令吉。

## 設施
- 實達英達公園
- Maslee超市
- AEON MALL拿督翁镇

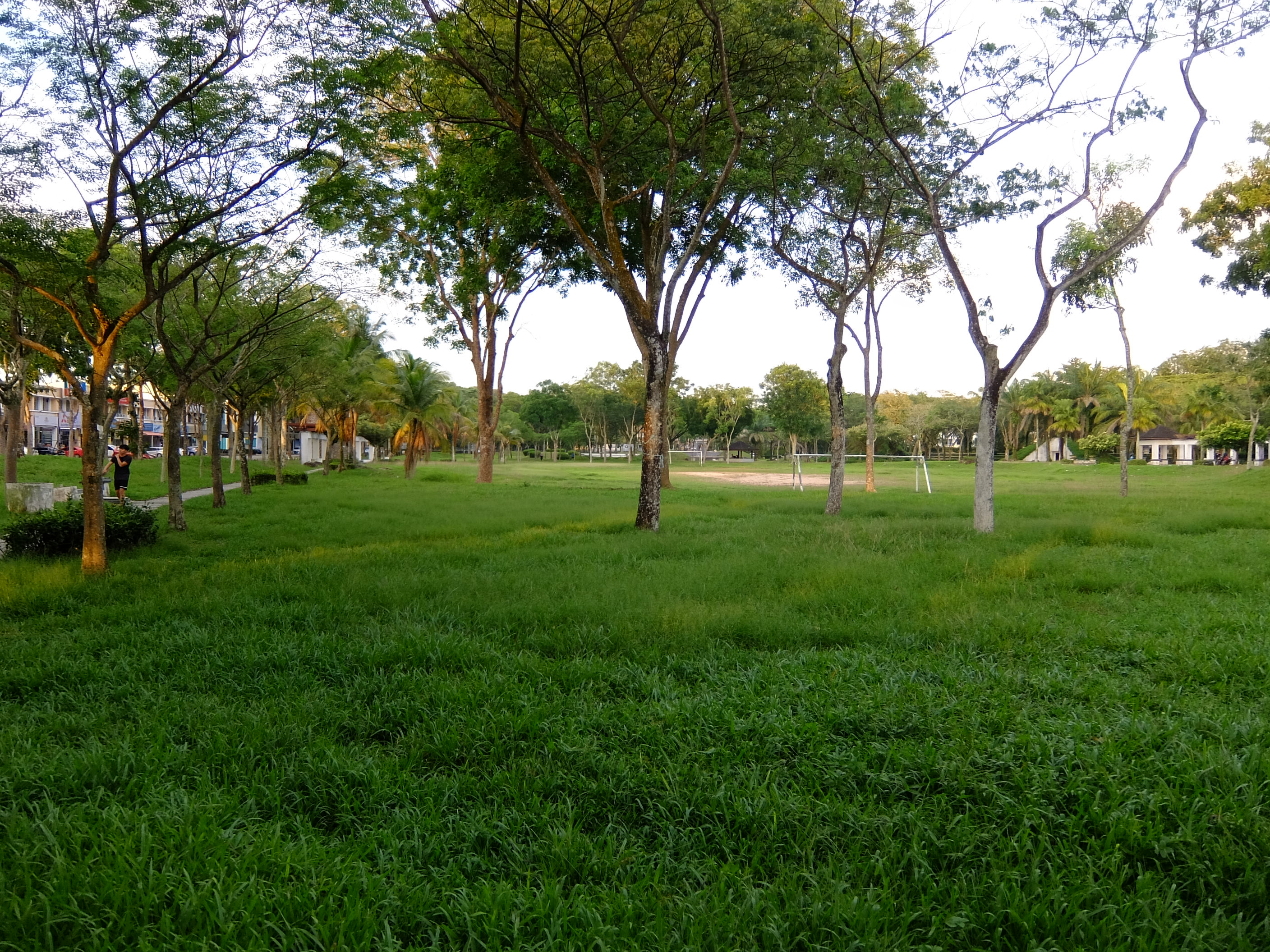
實達英達公園

- AEON MALL TEBRAU CITY
- Toppen購物中心
- 錦繡國際學校
- 奧斯汀高地國際學校
- KPJ拿督翁鎮
- 龙婆年新山分庙

## 交通
- 駕車從南北高速公路、巴西古當高速公路、東部疏散大道和地不佬高速公路到達。
- 從柔佛新山中央車站乘坐Causeway Link T11線到達